# Gefilte fisj

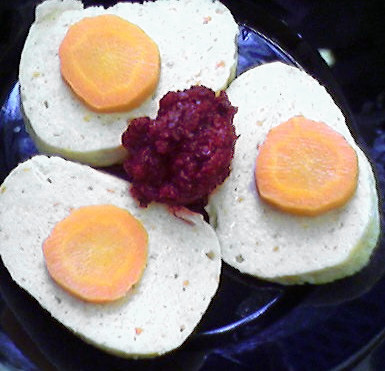
Gefilte fisj met chrein

Gefilte fisj of gefillte fisch (Jiddisch: געפילטע פיש) (uit te spreken als gefielte fiesj) is een traditioneel Asjkenazisch-Joods sjabbat-gerecht. Gefilte fisj is een Jiddische benaming, letterlijk vertaald betekent het 'gevulde vis'.
Het bestaat uit gestoofde vis, meestal karper of snoek, opgemaakt in de vorm van een ovale visbal, gevuld met een mengsel van ei, gehakte uien en matsemeel. Vaak wordt er rode chrein bij geserveerd, een soort saus of dip die wordt gemaakt van mierikswortel en rode biet.
Er zijn verschillende versies van de oorsprong van het gerecht. Een is dat huisvrouwen, gedwongen door de armoede, van een beetje eten veel wilden maken. Een andere is dat men vóór de sjabbat, waarop Joden niet mogen werken, de vis uit elkaar haalde en vulde. Op sjabbat werd de schotel koud opgediend.
Dit is een van de meer bekende Joodse gerechten, met verschillende variaties door heel Europa heen. Er zijn zelfs liederen door allerlei Joodse Oost-Europese artiesten over geschreven. Het in Nederland bekendste lied waarin het gerecht wordt genoemd is Tatte Blymenfeld, van het echtpaar Jacques en Jossy Halland.